# فيليب كينغ (مؤرخ)
فيليب كينغ (بالإنجليزية: Philip King)‏ هو مؤرخ أمريكي، ولد في 26 مارس 1925.